# Harriet Braun
Pour les articles homonymes, voir Braun.
Harriet Braun est une scénariste et productrice de séries télévisées britannique,.

## Biographie
Harriet Braun est principalement connue pour être la créatrice et productrice de la série saphique Lip Service diffusée par la BBC Three de 2010 à 2012,,. 
Cette série est le pendant britannique de la série américaine The L Word qui a été diffusée de 2004 à 2009. 
Harriet Braun déclare : « Lip Service est basé sur mes propres expériences et de celles de mes amies, j'ai voulu écrire un drame sexy, drôle et irrévérencieux qui reflète ce que c'est d'être une jeune femme homosexuelle vivant en Grande-Bretagne. Il est grand temps de voir des lesbiennes britanniques contemporaines … ».

## Filmographie

### Comme scénariste
- 2000 Start-up (Attachments) (série télévisée) (1 épisode)
- 2007 Hotel Babylon (série télévisée) (2 épisodes)
- 2008 Mistresses (série télévisée) (1 épisode)
- 2010-2012 Lip Service (série télévisée) (12 épisodes)
- 2018 Trust (série télévisée) (1 épisode)

### Comme productrice
- 2010-2012 Lip Service (série télévisée) (12 épisodes)